# باسسیاک و اوبروژ
باسسیاک و اوبروژ (به فرانسوی: Bassillac et Auberoche) یک کمون (فرانسه) در فرانسه است که در دوردونی واقع شده‌است. باسسیاک و اوبروژ ۱۰۳٫۲۶ کیلومتر مربع مساحت دارد.